# Яхонтов, Пётр Валерьянович
Пётр Валерья́нович Я́хонтов (1908—1972) — один из организаторов и руководителей партизанского движения в годы Великой Отечественной войны на территории Могилевской области.

## Биография
П. В. Яхонтов родился в 1908 г. в деревне Будаково, Даниловского района Ярославской области.
С 1925 года в Красной Армии. В 1940 году окончил Военную академию имени Фрунзе. С первых дней войны был назначен начальником штаба 36 кавалерийской дивизии.
В ожесточенных оборонительных боях под Борисовом Петр Валерьянович был ранен, находился в госпитале.
Для спасения раненых красноармейцев, которым грозила гибель, по инициативе начальника Борисовского врачебного железнодорожного участка П. Н. Вустина была создана импровизированная больница в бывшем родильном доме, куда переместили раненых. В числе спасенных был П. В. Яхонтов. С помощью медсестёр, он завел фиктивные документы и остался в оккупированном городе.
Уже в сентябре 1941 г. Петр Валерьянович влился в ряды Борисовского антифашистского подполья. Через год П. В. Яхонтов ушёл из города в лес в партизанский отряд. С сентября 1942 г. по октябрь 1943 гг. он являлся командиром Кличевского оперативного центра, одновременно командиром 208-го партизанского отряда, а с ноября 1942 г. — командиром 1-й Кличевской партизанской бригады.
В апреле — августе 1943 г. Петр Валерьянович стал командиром Военно-оперативной группы при Могилевском подпольном обкоме КП(б)Б, которой руководил до соединения с Красной Армии, в рядах которой прослужил ещё в течение 10 лет после войны.
Жил в Ленинграде, преподавал в Военной академии имени М. В. Фрунзе.
26 июля 1972 г. Петр Валерьянович Яхонтов ушёл из жизни.